# 野辺盛忠
　野辺 盛忠（のべ もりただ、生没年不詳）は、鎌倉時代に北条氏の代官として本貫地、武蔵国榛沢郡野辺郷（埼玉県深谷市岡部町）から櫛間院一円（宮崎県串間市周辺）に下向し、地頭職を歴任した野邉氏の嫡流家第8代当主。肥後守。
　盛忠の父、野辺久盛は、幕府より日向国櫛間院の地頭職をあてがわれ、当地に櫛間城を築き領地の平定化に努めたが、嗣子の盛忠は、建武元年８月、日向国南郷を中心に蜂起した北条氏余党に名を連ね、対外政策に奔走した。建武二年五月十一日の雑訴決断所諜案によると、盛忠は城郭を構え狼藉を致すとして訴えられ、決断所は薩摩国守護島津貞久に城郭の破去等を命じている。しかし、盛忠はその後も宮方（南朝方）として日向南部、大隅方面の各地に勢力拡大を図り、反島津氏の動きを見せている事から、守護職としての島津氏も既に抑えのきかない状況であった事が窺える。本領は櫛間院一円であるが、深川院（鹿児島県曽於市末吉）の地頭職も兼任しており、同地に南朝方の五辻宮守良親王を出迎え奉る等、専ら南朝方武将としての性質を前面に押し出している。
　また、同じく宮方の一大勢力であった肝付兼重らと共に大隅国分へも侵攻しており、武家方（北朝）豪族の重久氏らと激しい攻防戦を繰り返すなどしており、後に足利直冬より国分郡田の領地を安堵されている。
　晩年は、嗣子の盛房に家督を譲り、深川院の宝寿庵城、末吉城などを拠点とし、本領櫛間院周辺地域の勢力拡大に努めた。弟の盛政は、深川院の代官職を勤め、深川氏の祖となった。

## 人物
串間市郷土史では、盛忠の人物像を足利尊氏に喩えているが、本来は鎌倉幕府御家人でありながら、朝廷や幕府の令を無視し、反する行動等からと思われる。また、南北朝時代に南朝方の肝付兼重の居城であった三股院の月山日和城（現：宮崎県都城市高城）を中心に北朝方の畠山直顕との激しい攻防戦があった際、当初、北朝方にあった盛忠は、落城寸前に反旗を翻し、肝付方に味方するなどの動きを見せている。反骨精神旺盛の人物であったと思われる。

## 系譜
盛忠の系譜の野邉氏は、武蔵七党の一、猪俣党小野氏の支流とされている。野邉氏本家（志布志野邉家）系図によると小野（野辺）盛遠が平重盛の七男宗実を養子に迎え平家の系譜を継いだとしている。もう一つの流れである都城野辺氏系図では、宗実の孫である盛行を養子縁組したとの伝承があり、この部分は異なる。

　平宗実（平重盛七男）〈初代〉―野邉宗平〈2代〉―盛平〈3代〉―貞盛〈4代〉―盛行〈5代〉―盛綱〈6代〉ー久盛〈7代〉ー盛忠〈8代〉ー盛房〈９代〉ー盛隆〈10代〉ー盛久〈11代〉ー盛在〈12代〉ー盛仁（足利義昭事件後衰退）〈13代〉ー盛篤（鹿児島谷山へ給地）〈14代〉ー盛武（有明蓬原城主）〈15代〉ー盛清（志布志野邉家祖）〈16代〉ー盛貞〈17代〉………－盛栄〈28代〉ー盛孝（盛栄長子）〈29代〉ー盛慧（盛栄３男）〈30代〉ー盛博〈31代〉ー盛雅〈32代〉ー盛真　　　　